# Mounir Khellaf
 (janvier 2019).
Si vous disposez d'ouvrages ou d'articles de référence ou si vous connaissez des sites web de qualité traitant du thème abordé ici, merci de compléter l'article en donnant les références utiles à sa vérifiabilité et en les liant à la section « Notes et références ».
Mounir Khellaf est un footballeur algérien né le 14 mai 1973 à Constantine. Il évoluait au poste de milieu de terrain.

## Biographie
Mounir Khellaf évolue en Division 1 pendant une dizaine de saisons, principalement avec les clubs du CS Constantine, du MO Constantine, et du CA Bordj Bou Arreridj.

## Palmarès
- Champion d'Algérie en 1997 avec le CS Constantine.
- Accession en Ligue 1 en 1994 avec le CS Constantine.
- Accession en Ligue 1 en 1998 avec la JSM Béjaïa.